# Viaducto puerto de Montevideo
El viaducto Puerto de Montevideo, o viaducto de la rambla portuaria, es un puente de tres carriles sobre la rambla portuaria de Montevideo.

## Características
El viaducto de la rambla portuaria es una estructura de 1800 metros con tres carriles para la circulación de vehículos. La estructura también suma un puente en arco de 160 metros de largo. Su construcción mejora la circulación sobre la rambla portuaria, pero también los accesos al puerto de Montevideo.Ya que por debajo de la misma están ubicados los nuevos accesos al puerto, así como también el ramal ferroviario portuario.
Fue inaugurado en diciembre de 2022 con la presencia de autoridades.